# Irnham
Irnham – wieś w Anglii, w hrabstwie Lincolnshire, w dystrykcie South Kesteven. Leży 45 km na południe od Lincoln i 149 km na północ od Londynu.
Miejscowość liczy 206 mieszkańców.